# 極地からの怪物 大カマキリの脅威
『極地からの怪物 大カマキリの脅威』（きょくちからのかいぶつ だいカマキリのきょうい、原題：The Deadly Mantis）は、1957年に公開されたアメリカ合衆国のSF・モンスター映画。監督はネイサン・ジュラン、脚本はウィリアム・アランドの案を基にマーティン・バークレーが担当している。出演はクレイグ・スティーヴンス、ウィリアム・ホッパー、アリックス・タルトン、パット・コンウェイ。
1997年2月に『ミステリー・サイエンス・シアター3000』のエピソードで特集された。

## あらすじ
南海で火山噴火が起き、その影響で北極の氷山が崩れる。崩れた氷山の中から、数百万年間氷の中に閉じ込められていた古代の大カマキリが目覚めてしまう。アメリカ軍レッド・イーグル1基地では、前哨基地のレーダー第4監視所からの連絡が途絶え、指揮官のパークマン大佐はパイジー中尉を連れて調査に向かう。2人は壊滅した第4監視所に到着し、そこで緑色の物体を発見する。同じころ、レーダーに謎の反応が入り航空隊が発進するが何も発見することはできなかったが、飛行中の輸送機が何者かに撃墜される。墜落現場に到着した2人は再び巨大な物体を発見し、パークマンはコロラドスプリングスのフォード将軍に謎の物体について報告する。
フォードはガンサー教授などの専門家を招き謎の物体の調査を依頼するが、調査は行き詰まり、ガンサーは古生物学者のジャクソン博士を呼ぶことを提案する。調査の結果、ジャクソンは謎の物体は昆虫の一部だと考え、ガンサーや秘書のマージとの議論の中で、その昆虫は大カマキリだと断定する。同じころ、大カマキリはグリーンランドに現れ、エスキモーたちを食い殺す。事件を聞いたジャクソンはマージと共にレッド・イーグル1基地に調査に向かい、パークマンと共に輸送機の墜落現場に向かう。調査を終えた3人は基地に戻るが、大カマキリが基地を襲う。隊員たちは銃火器で応戦するが歯が立たず、航空隊が出撃すると大カマキリは基地を去っていく。
レーダーの反応から大カマキリが南に移動していることが判明し、フォードは記者会見を開き大カマキリの存在を公表する。ジャクソンやパークマンも会見で大カマキリの捜索に協力するように市民に呼びかける。軍の捜索と市民からの報告を受けて大カマキリの動きを掴もうとする。パークマンとマージはメリーランド州で起きた列車事故の現場に向かい、そこで大カマキリの痕跡を発見する。そのころ、大カマキリはワシントンD.C.に襲来し、ワシントンは厳戒態勢が敷かれる。パークマンは航空隊を率いて大カマキリを攻撃して海に追い出そうとするが、途中で大カマキリと衝突して墜落する。パークマンは間一髪でパラシュートで脱出し、大カマキリはマンハッタントンネルに逃げ込む。
フォードはトンネルの入り口を固めて化学兵器で攻撃を行う。パークマンたちはトンネル内に突入し、攻撃で弱っている大カマキリに爆弾を投げつける。トンネルから撤退したパークマンはフォードやジャクソン、マージたちと共に再びトンネルに入り、大カマキリが死んだことを確認する。マージは大カマキリの写真を撮ろうとするが、大カマキリの足が動き出し、驚くマージをパークマンが助ける。ジャクソンは死後反応で動いただけと説明し、パークマンとマージはキスを交わす。

## キャスト
- ジョー・パークマン大佐 - クレイグ・スティーヴンス（英語版）
- ネドリック・ジャクソン博士 - ウィリアム・ホッパー
- マージ・ブレイン - アリックス・タルトン（英語版）
- マーク・フォード将軍 - ドナルド・ランドルフ（英語版）
- ピーター・アレン軍曹 - パット・コンウェイ（英語版）
- アントン・ガンサー教授 - フローレンス・エイムズ（フランス語版）
- レーダー管制官 - フィル・ハーヴェイ（英語版）
- 伍長 - ポール・スミス（英語版）
- 軍曹 - フロイド・シモンズ
- フレッド・パイジー中尉 - ポール・キャンベル（英語版）

## 製作
ネイサン・ジュランにとって初のSF映画作品であり、オープニングのシークエンスは自身のアイディアだと語っている。映画には「Guardians All」「One Plane - One Bond」「SFP308」などによって撮影されたアメリカ空軍所有の映像が使用されており、エスキモーの村のシーンは『S.O.S. Eisberg』から流用されている。
大カマキリは体長61メートル、足12メートルの大きさのモデルが作られ、さらに油圧システムで起動する46メートルの羽が付けられた。また1.8メートルと30センチメートルの大きさのモデルが作られ、これらは大カマキリの歩行シーンや飛翔シーンで使用された。また、ワシントン記念塔に大カマキリが登るシーンでは、本物のカマキリを使用して撮影が行われている。

## 評価
Rotten Tomatoesでは支持率38%となっている。

## その他
- 本作の登場生物の声の一部が、『キングコング 』のキングコングや『小さき勇者たち〜ガメラ〜』のガメラ、『怪獣大決戦ヤンガリー』のヤンガリー等の鳴き声に使われている。